# Давыдово (Тамбовская область)
Давыдово — село в Моршанском районе Тамбовской области России.
Входит в Серповский сельсовет.

## География
Расположено в 26 км к северу от районного центра города Моршанск, высота центра селения над уровнем моря — 105 м. В селе имеется дом культуры, начальная и средняя школы. На левом берегу реки Серп.
В селе 8 улиц: 1-я Лемасово, 2-я Лемасово, Колхозная, Комаровка, Красно-Садовая, Кукуевка, Луговая, Удельная.

## Население
| 2002 | 2010 |
| ---- | ---- |
| 433  | ↘423 |

По данным Энциклопедического словаря Брокгауза и Ефрона, изданного в 1893 году, численность жителей села составляла 3849 человек.
Согласно результатам переписи 2002 года, в национальной структуре населения русские составляли 96 % от жителей.

### Известные жители
- Пономарёв, Николай Григорьевич (1902—1964) — генерал-майор, директор совхоза «Рубежинский» (1960—1964).

## История
Первые постоянные поселения возникли на месте современного села 5 тысяч лет назад. Первыми жителями этих мест были представители примокшанской культуры (конец III тысячелетия до нашей эры). Впоследствии здесь жили финно-угорские, славянские и мордвинские племена. Последними обитателями городища Давыдово были древнемордовские племена. В ходе проводимых раскопок обнаруживаются предметы, относящиеся к различным историческим эпохам: мезолиту, бронзовому веку, раннему железному веку, средневековью.
Современное село Давыдово впервые письменно упоминается князем В. В. Кропоткиным в писцовой книге 1676 года. В селе находилась деревянная церковь.
Жители Давыдово нередко промышляли разбоем и зарытые ими клады находились здесь в 1879, 1888 и 1901 годах.
5 (16) апреля 1797 года, в день своей коронации, Император Павел I пожаловал 500 крестьян села Давыдово своему егермейстеру генерал-майору Алексею Яковлевичу Потёмкину. Впоследствии село было разделено между детьми Алексея Яковлевича — Яковом и Иваном. В Давыдово при этом проживали как удельные, так и помещичьи крестьяне.
В XIX веке Давыдово административно входило в состав Моршанского уезда. В селе находились школа, богадельня, постоялый двор, судоходная пристань.

## Достопримечательности
На северной окраине села Давыдово находится городище IX—X веков (размер 120 × 100 метров), окружённое оврагами с трёх сторон. Городище в селе Давыдово имеет два культурных слоя: городищенский и древнемордовский. Располагавшееся здесь древнее поселение было отделено от напольной стороны одной линией рвов и валов. Городище треугольной формы, вытянуто с запада на восток. По некоторым версиям, поселение играло роль сторожевой крепости. По мнению российского археолога Сергея Ивановича Андреева, эта древнемодовская крепость была построена с участием «хазарских военных мастеров», так как мордовские племена не строили подобных укреплений. По одной из версий исчезновения поселения, в XI веке крепость была сожжена и более не восстановлена, по другой — она утратила значение и была заброшена в связи с развитием земледелия. Впервые в научных работах городище в Давыдово было упомянуто в 1887 году Иваном Ивановичем Дубасовым. В ходе раскопок, проводившихся на месте городища, находились железные орудия труда, украшения из бронзы, древнемордовскую керамику, а также предметы иных культур — оружие скифского образца, индийские украшения, христианские символы (крестовидные подвески) с территории современной Болгарии.
На южной окраине села Давыдово расположен грунтовый могильник VIII—XII веков. Впервые упомянут в 1890 году в Известиях Тамбовской учёной архивной комиссии. Могильник был исследован уже в 1892 году Александром Андреевичем Спицыным, когда было вскрыто 4 захоронения. Паспорт могильника составлен в 1949 году. Однако, до настоящего времени его точные размеры не установлены. По итогам раскопок обнаружены памятники древнемордовской культуры: вооружение, детали конской упряжи, украшения из бронзы.